# Česká včela
Česká včela (littéralement en français L'Abeille tchèque), est un magazine tchèque fondé le 7 janvier 1834 et qui a été publié jusqu'au 31 décembre 1847. 
De nombreuses personnalités y ont contribué telles que, entre autres, Karel Havlíček Borovský, František Ladislav Čelakovský, Božena Němcová, Václav Bolemír Nebeský (cs), Karel Slavoj Amerling (cs) ou Jan Krouský (cs).
Dès le début de 1848, le magazine est remplacée parla revue Včela.